# Högby kyrka, Öland
Högby kyrka är en kyrkobyggnad i Växjö stift. Den är församlingskyrka i Nordölands församling. 

## Kyrkobyggnaden
Den enda del som har bevarats från den medeltida kyrkan är tornbyggnaden. Troligen uppfördes den dåvarande kyrkan någon gång i mitten av 1100-talet. Inte minst med tanke på de många byggnadsskeden av kyrkor som ägde rum på Öland vid denna tid. 
Den medeltida kyrkan bestod ursprungligen av ett lågt romanskt långhus med ett smalare kor troligen med absid. I väster uppfördes något senare den nuvarande tornbyggnaden. Koret kom så småningom under 1200-talet att ersättas av ett senromansk kor som var högre och bredare än långhuset. Genom denna byggnation med ett högt torn i väster och en hög kornbyggnad i öster fick kyrkan en tydlig karaktär av klövsadelkyrka trots att ingen egentlig tornbyggnad i öster fanns. Invid korets norra sida fanns en sakristia. Utmed hela södra sidan av långhuset låg en till det yttre sidoskeppsliknande byggnadsdel  bestående av ett senare tillbygg  vapenhus samt öster därom ett kapell kallat Sankt Ottos kapell eller gravkor rivet 1797.Kyrkan var uppförd i kalksten. Taken var.  spåntäkta. 
Långhusets inre var utformat såsom en tvåskeppig hallkyrka med sex kryssvalv burna av två kraftiga fyrkantpelare samt en rundpelare i triumfbågen. Koret var invändigt välvt med två kryssvalv. Golvet i kyrkorummet var täckt med kalkstensflisor och gravstenar. 
I den sydvästra delen av kyrkogården fanns en klockstapel. 1787 beslöt man att inreda tornet för kyrkklockorna och flytta dem från klockstapeln. 1825-1826 kom det medeltida tornet att byggas om till sitt nuvarande utseende med en hjälmformad tornhuv. 
Vid en prostvisitation 1861 heter det att ”kyrkan befanns så väl in som utvändigt i hjälpligt skick”. Men redan 1865 förelåg en ny ritning till en ny kyrka utförd av F R Ekberg. 1870-187 raserades den medeltida kyrkan förutom tornet och en ny kyrka med nyklassicistiska stildrag uppfördes. Kyrkan invigdes den 15 oktober 1871. 
Den nya kyrkan består av det mäktiga medeltida västtornet och ett stort långhus uppfört av putsad kalksten. Till långhuset med avslutande kor i öster ansluter sig i en tresidig sakristia. Interiören gör ett treskeppigt intryck genom de rader av träpelare som uppbär läktarna utmed långsidorna och i väster. 
Efter en inre restaurering 1976 är sakristian förlagd till utrymmen under orgelläktaren där det även finns toalettutrymmen samt samtalsrum.

## Inventarier
- Altare övertaget från den gamla kyrka. Det är av grönmarmorerat trä med bukiga sidor. Mitt på framsidan IHS mellan förgyllda kvistar troligen målade av Anders Georg Wadsten.
- Altaruppsats övertagen från gamla kyrkan skulpterad av Anders Dahlström d. y. 1762  med motiv: "Jesu dop".Uppsatsen flankeras av skulpturer av aposteln Johannes till vänster och apostel Paulus till höger.
- Triumfkrucifix från 1500-talet. Troligen ett nordtyskt arbete.
- Helgonskåp ellerSankt Petrusskåp.Lybskt eller Rostock-arbete från omkring 1460. Vänstra dörrens målningar framställer Joakims och Annas möte (nedtill) samt Bebådelsen; högra dörrens målningar framställer Marias och Elisabels möte (nedtill) samt Jesu födelse.
- Mariaskåp. Skåpet och målningarna förmodligen östtyskt arbete från omkring 1410-1440. Skulpturen är troligen från 1300-talets förra del, men omgjord  upptill och försedd med ny krona vid 1400-talets slut.
- Madonnabild från 1400-talet.
- Primklocka, 1200-talet .
- Primklocka, 1300-talet.
- Dopfunt av röd kalksten från  1654.Utförd i Jordan Hanssons verkstad.
- Predikstol med ljudtak placerad på norrsidan. Ritad av F. R. Ekberg.
- Predikstol, vilken anses som Ölands äldsta predikstol från  1596 , troligen tillverkad på Själland.
- Votivskepp, fullriggaren Valborg 1973.
- Sluten bänkinredning.
- Orgelläktare med utsvängt mittstycke dekorerat med förgyllda musikinstrument.

## Orgel

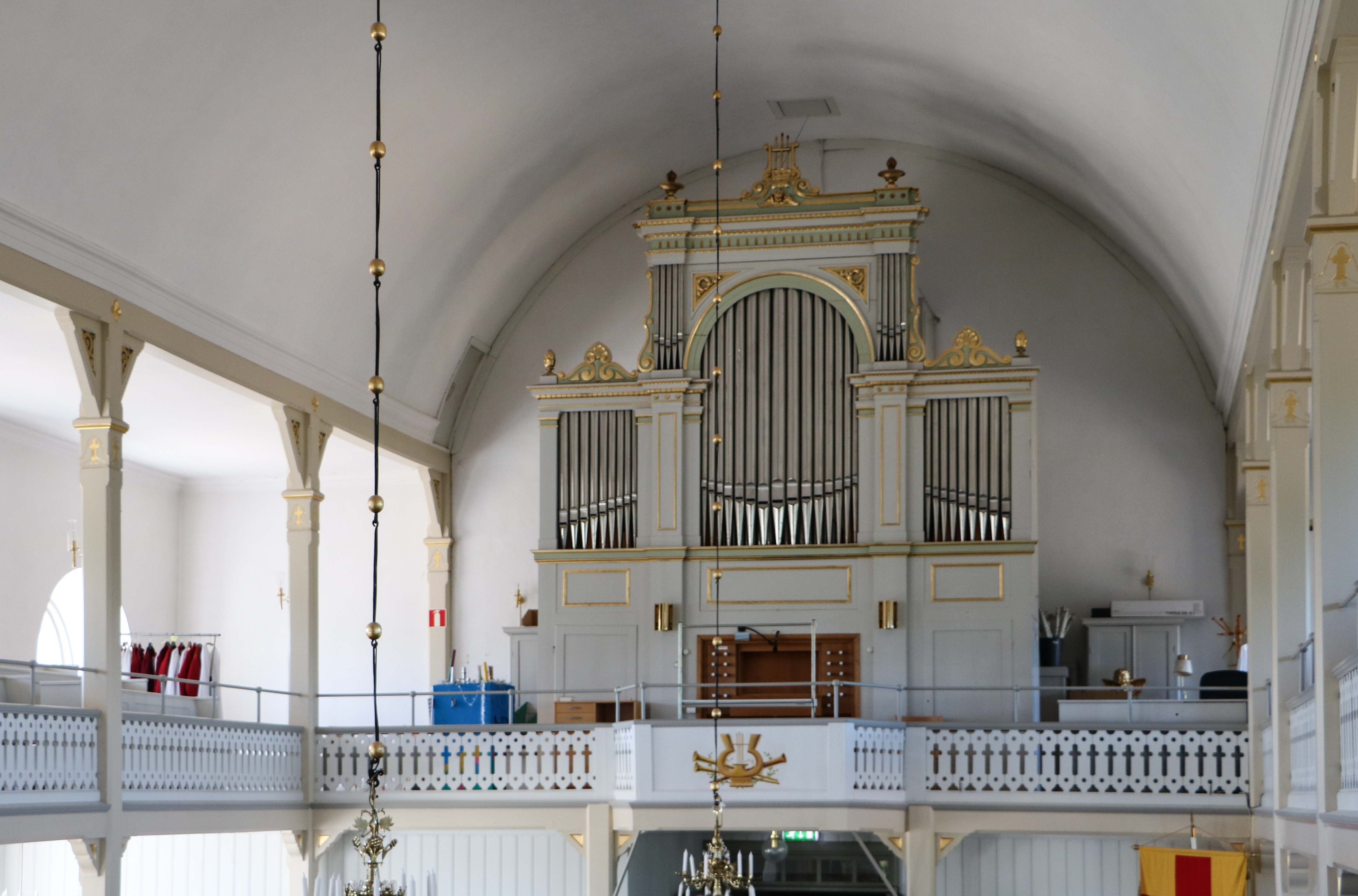
Läktarorgeln

- 1879 byggde Anders Victor Lundahl, Malmö, en orgel med arton stämmor.
- 1958 uppfördes ett nytt orgelverk av Frederiksborg Orgelbyggeri med 23 stämmor fördelade på två manualer och pedal.

Nuvarande disposition:
| Huvudverk (I) | Svällverk (II)    | Pedal         | Koppel |
| Principal 8’  | Rörflöjt 8’       | Subbas 16’    | I/P    |
| Gedakt 8’     | Salicional 8’     | Gedakt 8’     | II/P   |
| Oktava 4’     | Blockflöjt 4’     | Koralbas 4′   | II/I   |
| Flöjt 4’      | Kvintadena 4’     | Nachthorn 2'  |        |
| Kvinta 2 ⅔’   | Gemshorn 2′       | Mixtur 3 chor |        |
| Oktava 2’     | Nasat 1 ⅓′        | Fagott 16′    |        |
| Mixtur 4 chor | Scharf 3 chor     |               |        |
| Dulcian 16′   | Skalmeja 8′       |               |        |
| Trumpet 8′    | Crescendosvällare |               |        |

## Bildgalleri

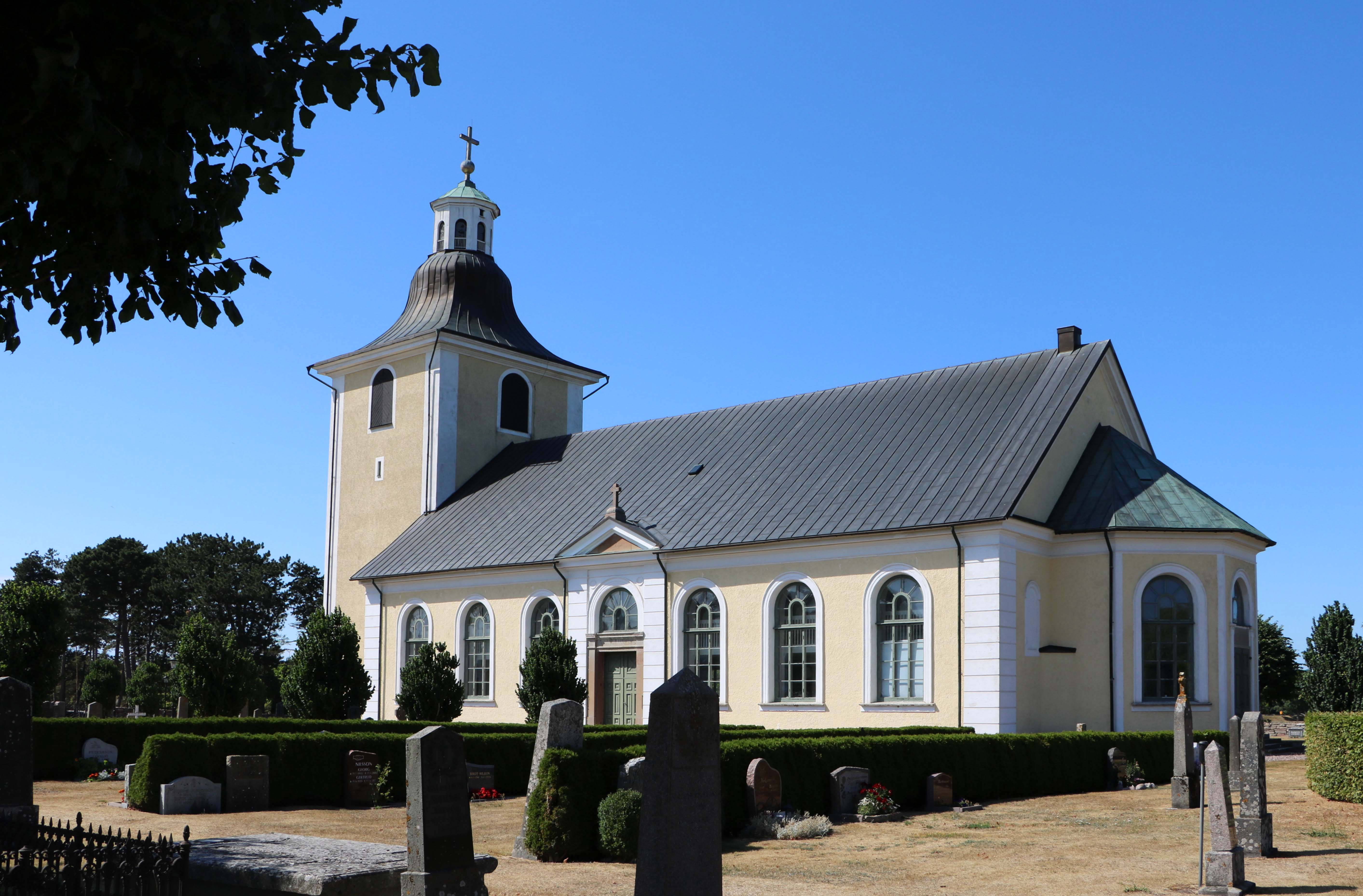
Kyrkan från sydöst
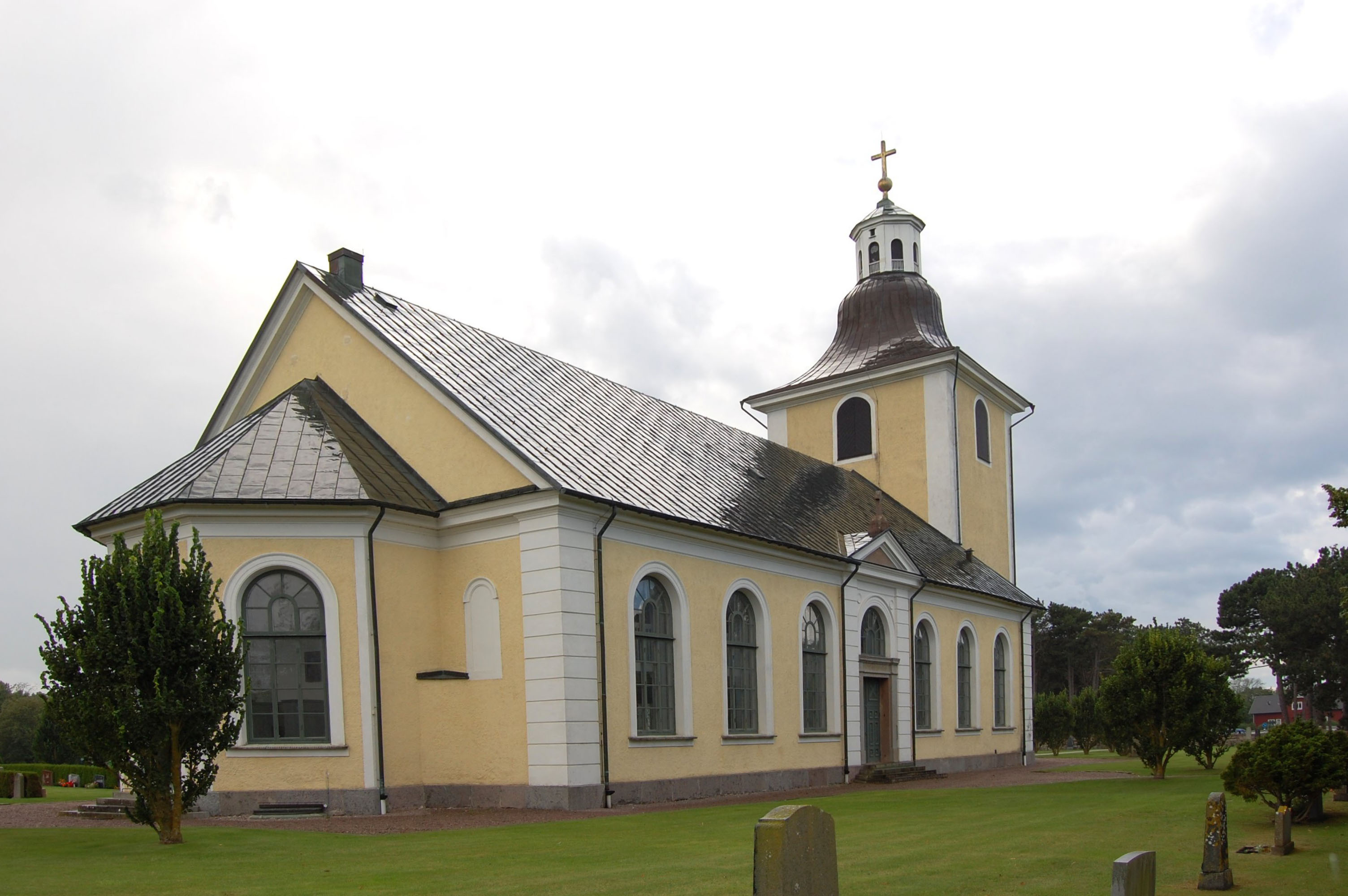
Exteriör från nordöst
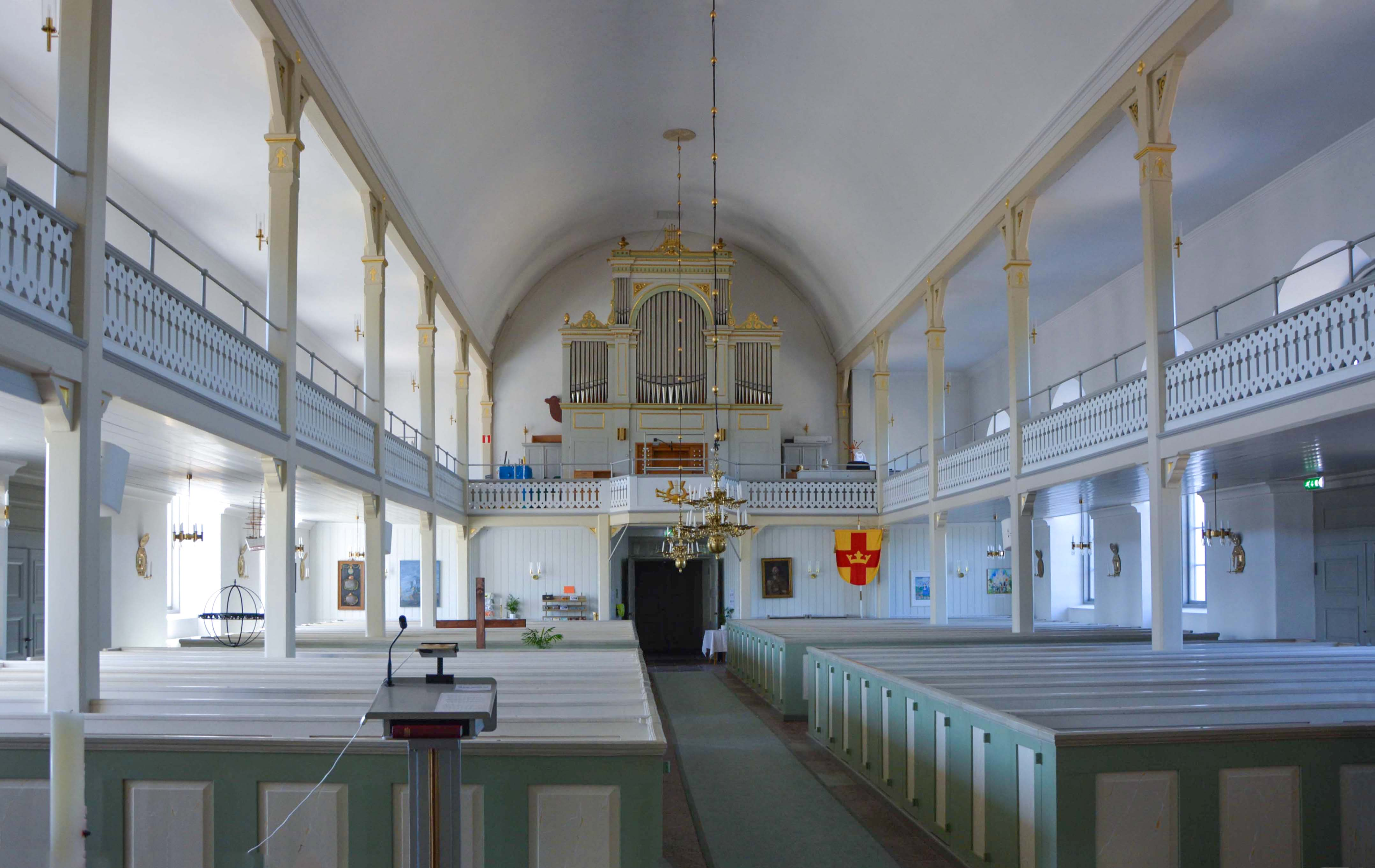
Interiör mot väster
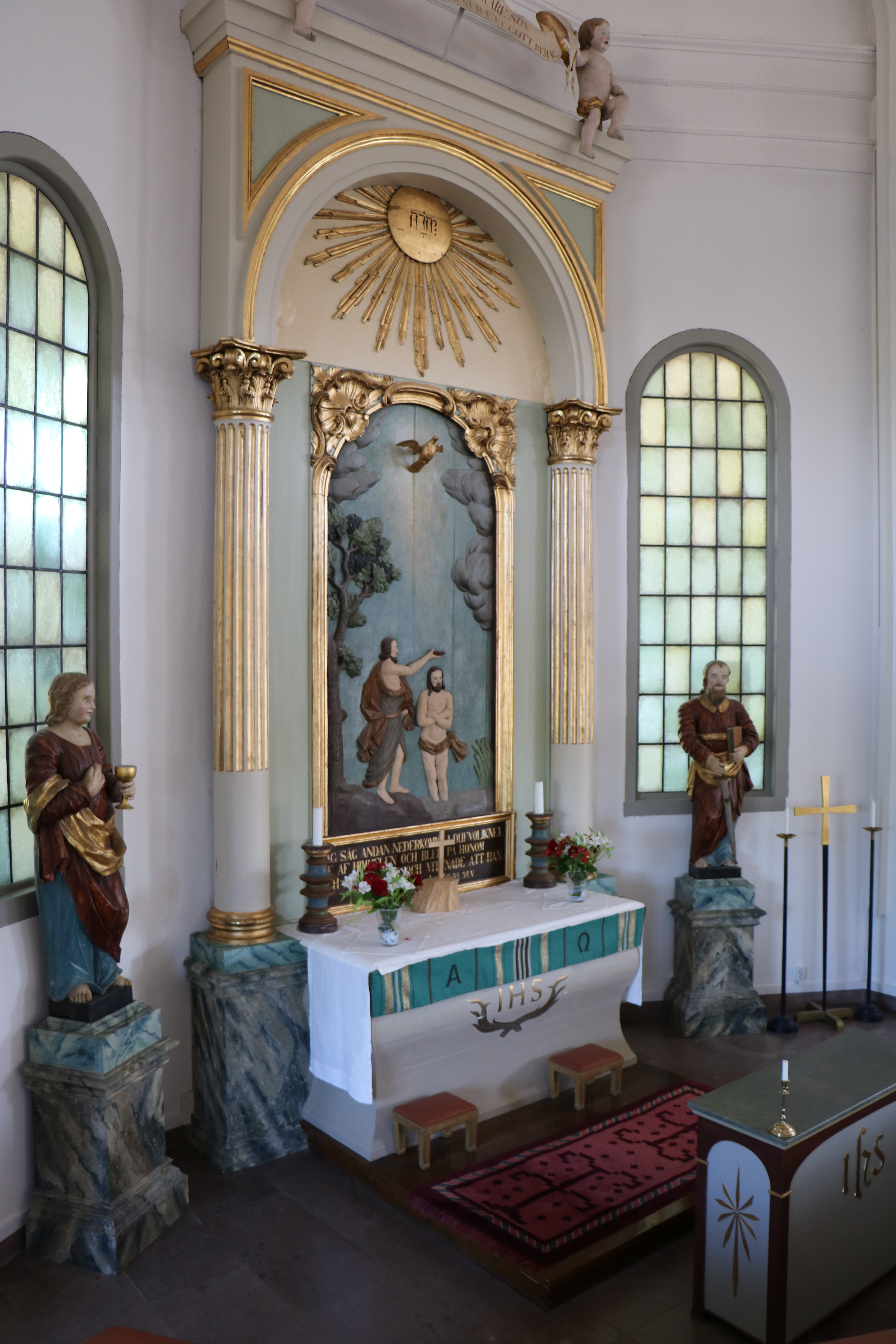
Koret
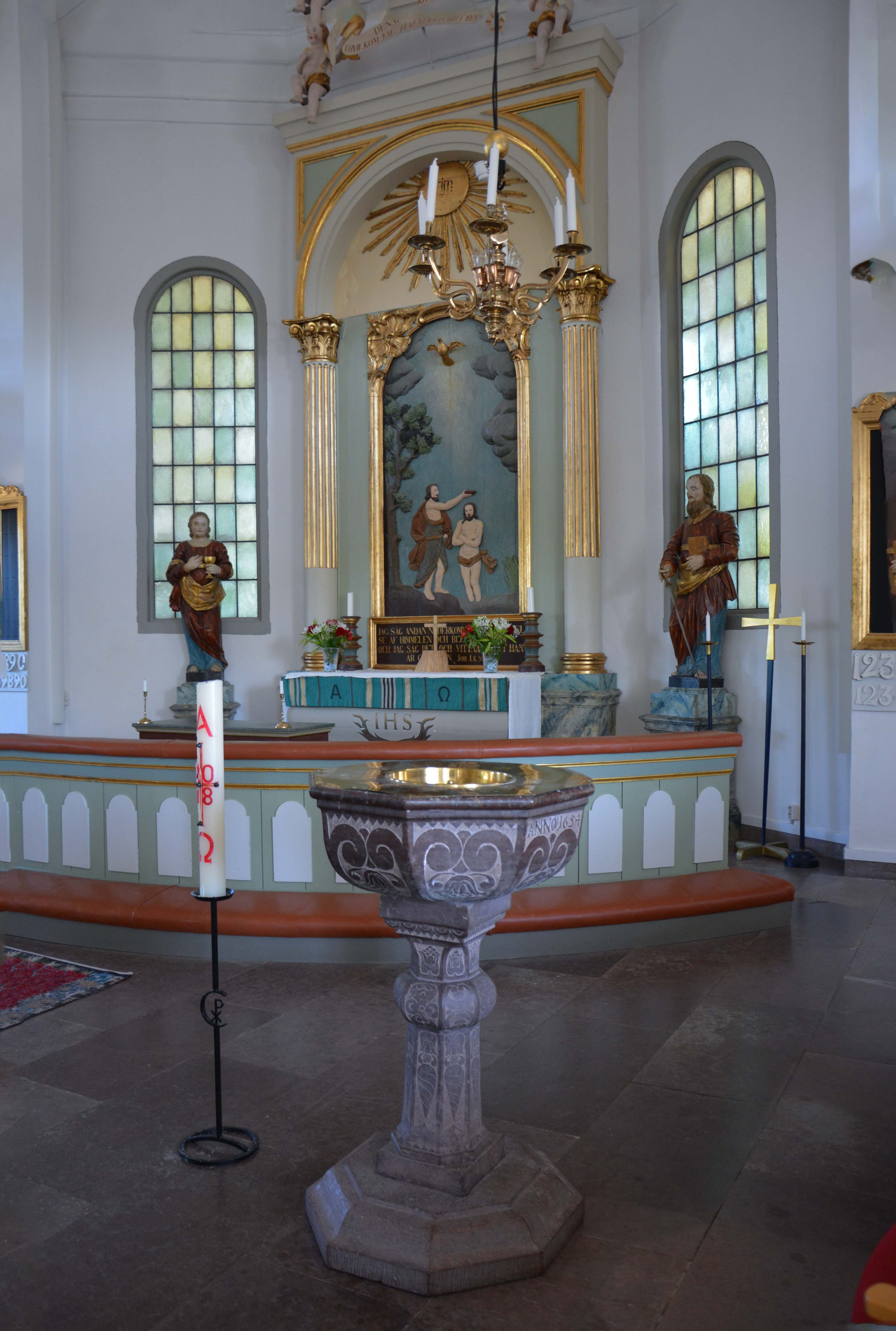
Dopfunten
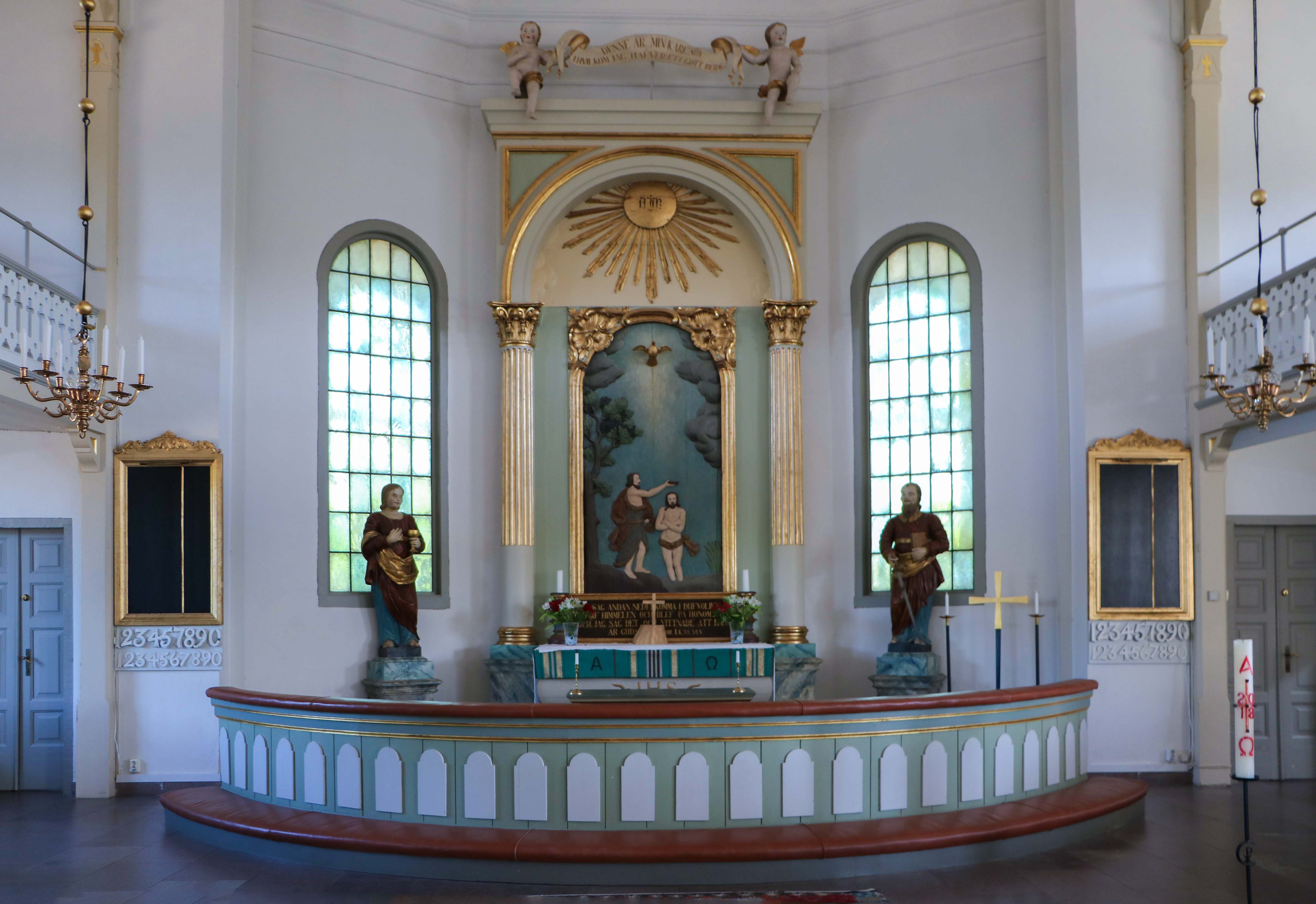
Altaruppställningen med altartavlan:"Jesu dop".
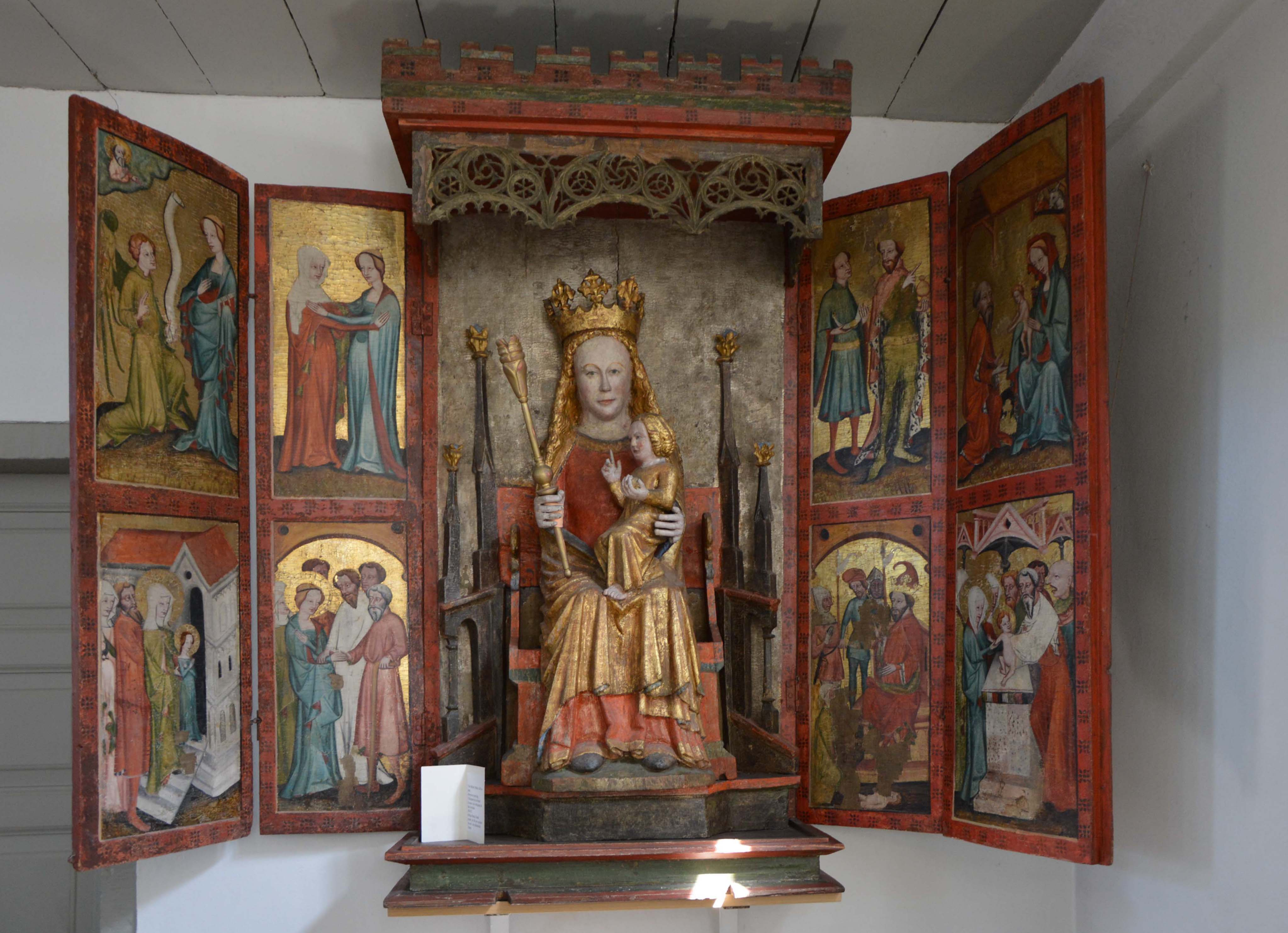
Altarskåpet från  1400-talet.
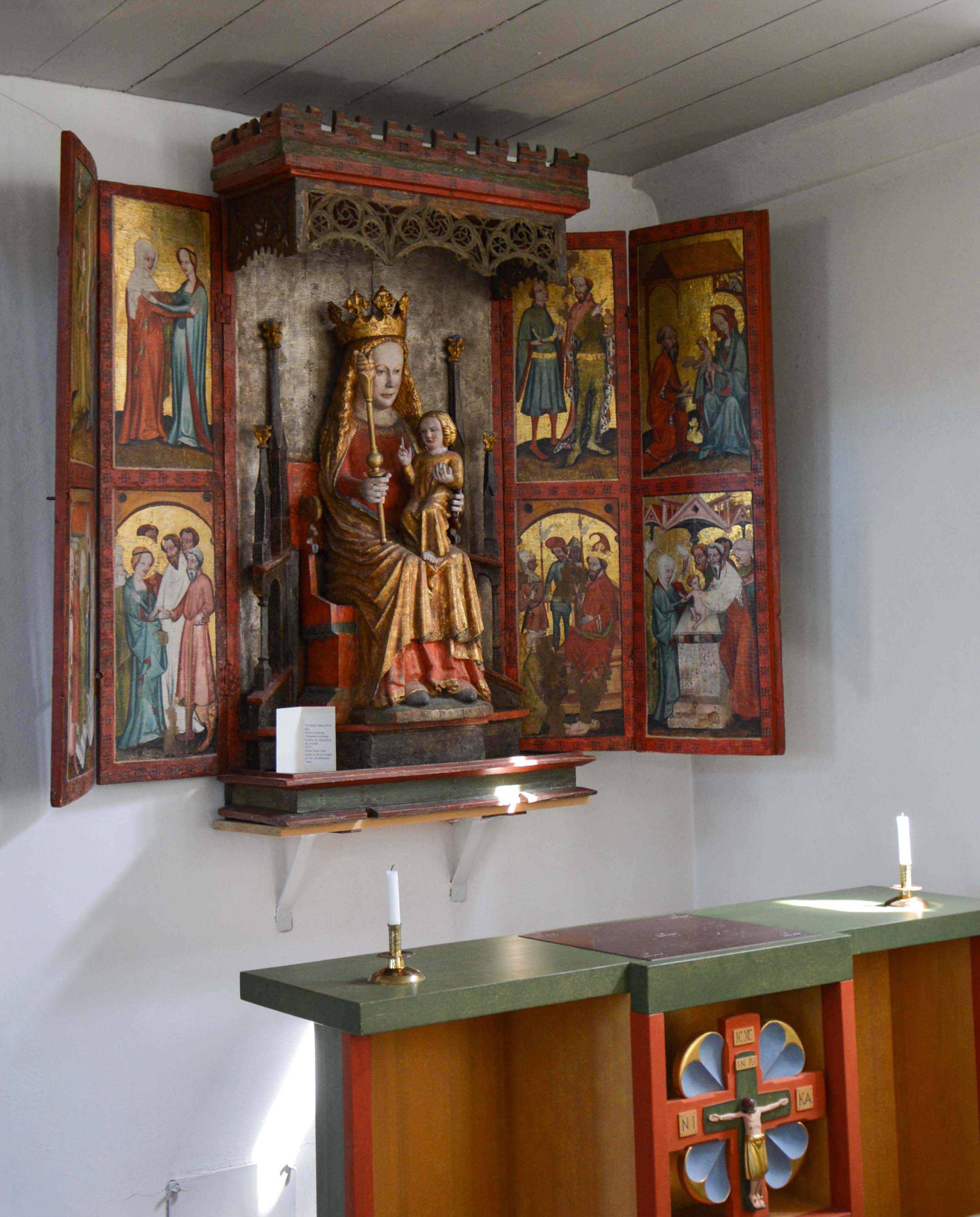
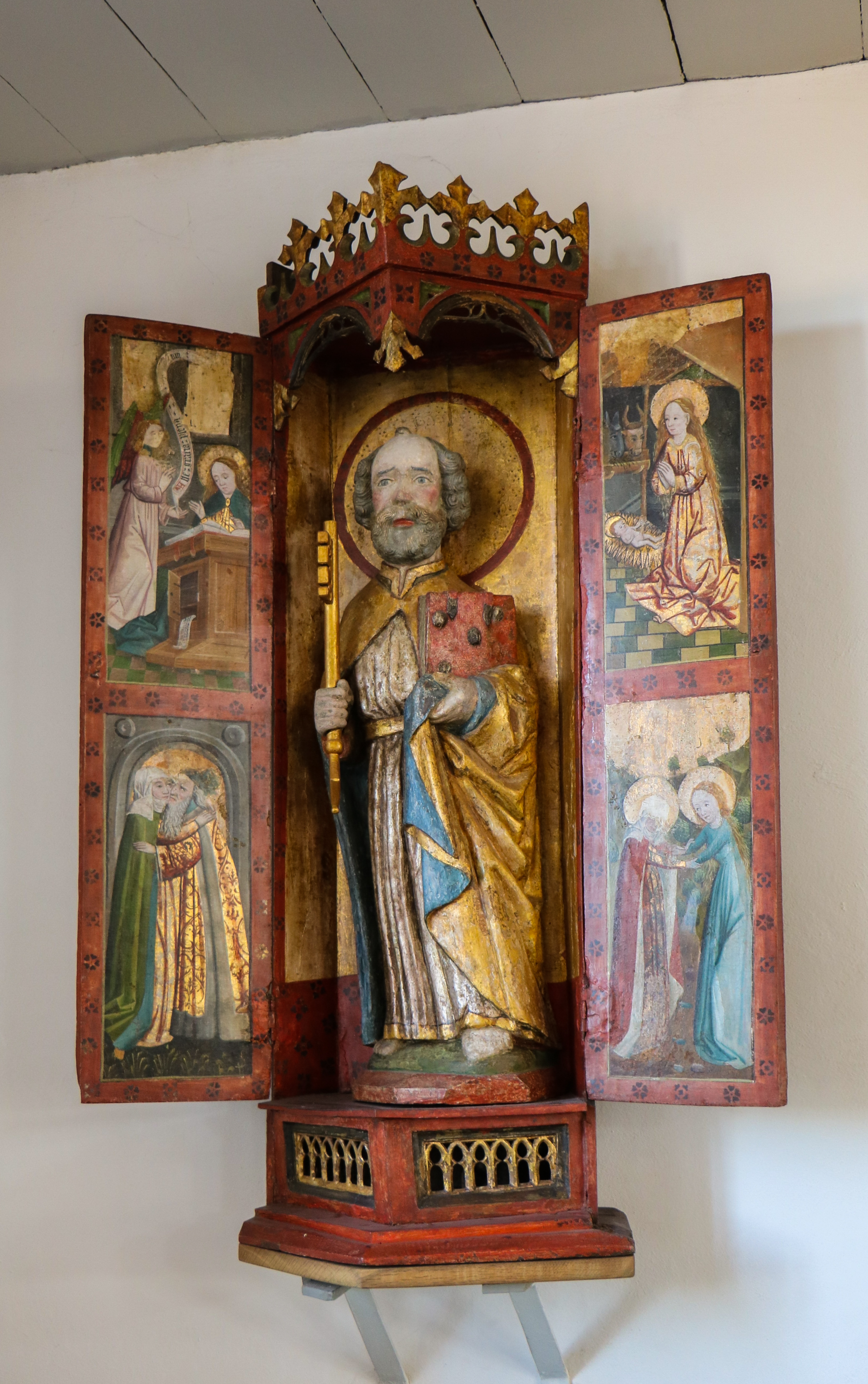
Petrusskåp 1400-talet
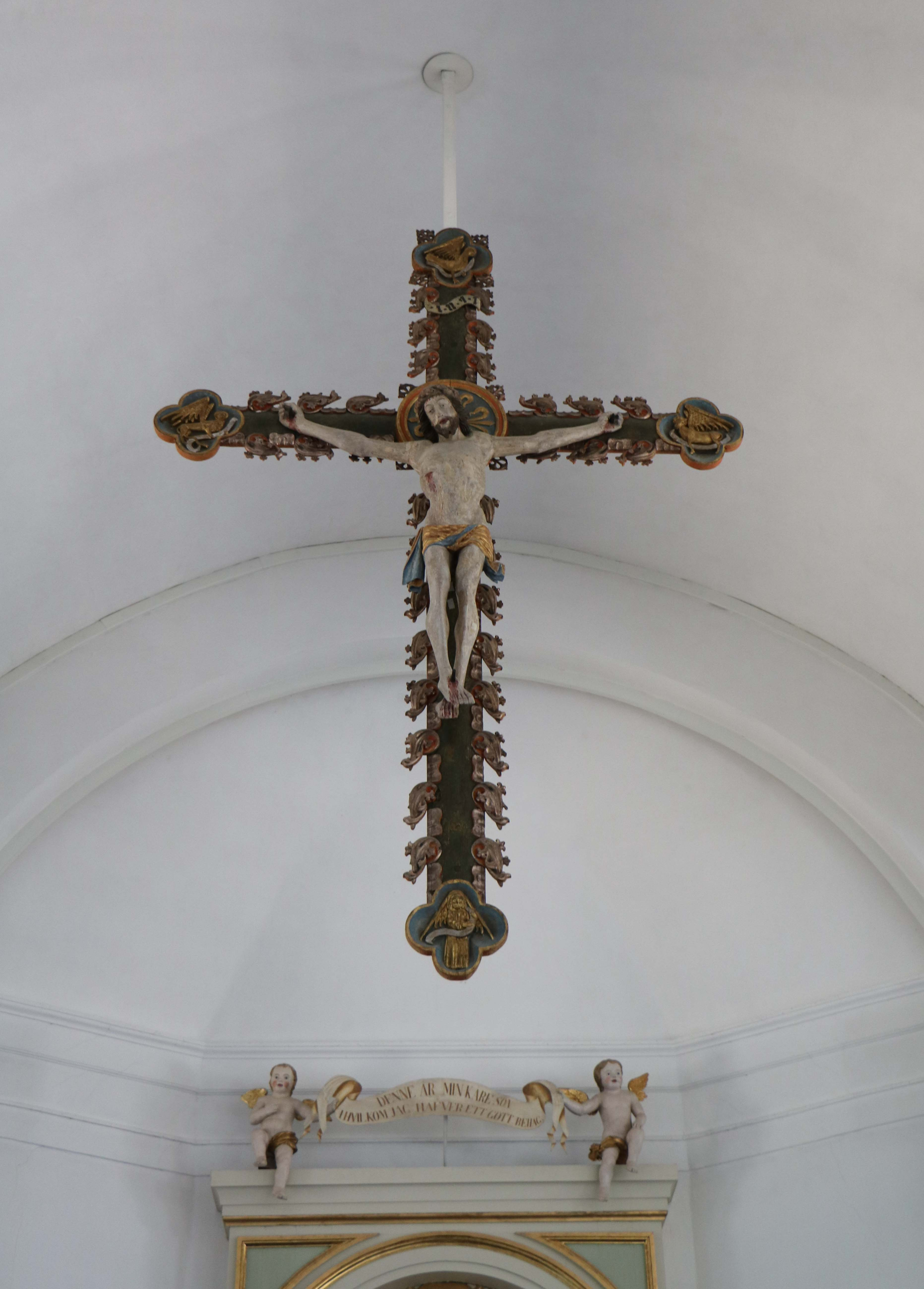
Triumfkrucifix 1500-talet
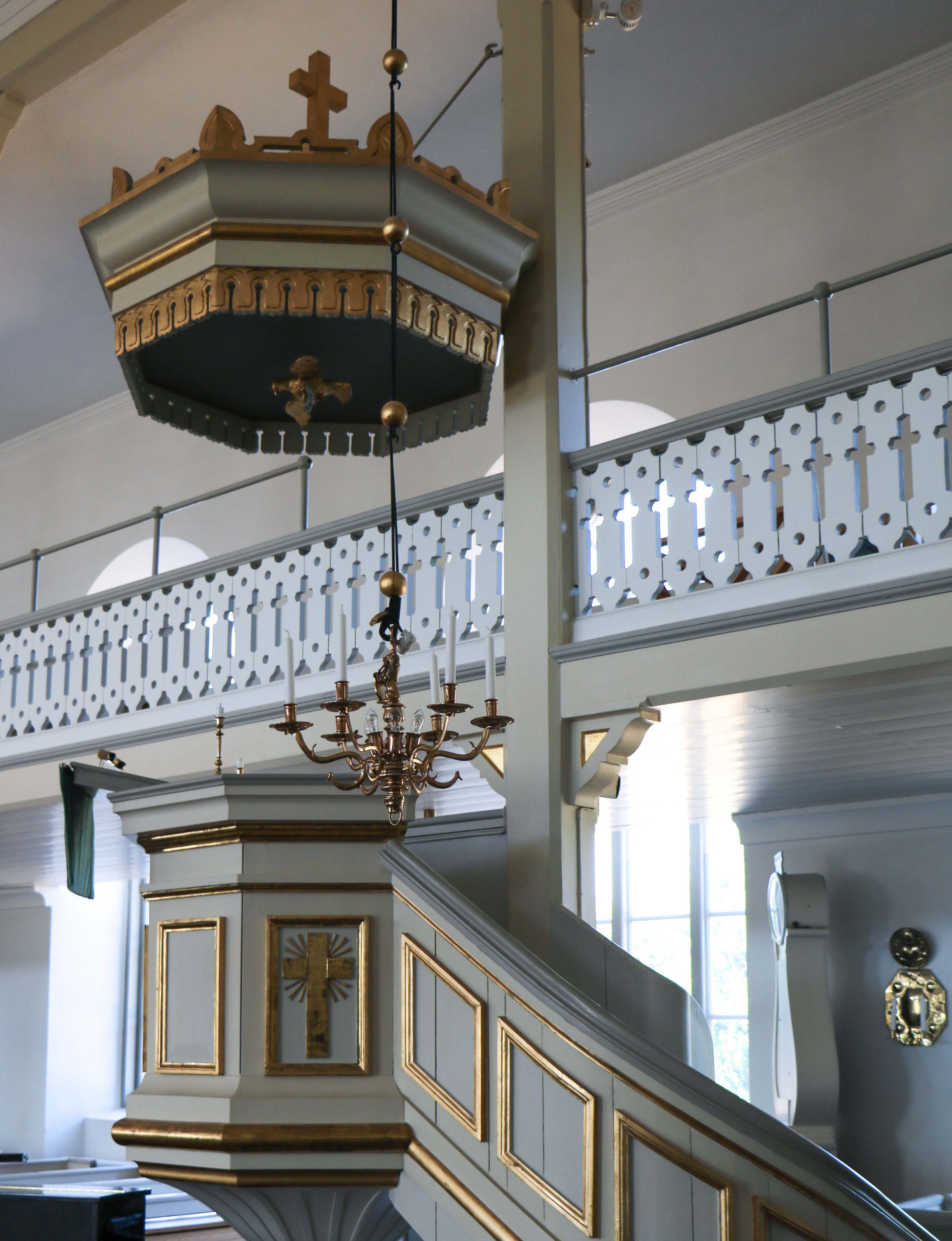
Predikstolen